# Bétera (métro de Valence)
Bétera est une station terminus de la ligne 1 du métro de Valence. Elle est située rue de la Gare, à Bétera.

## Situation sur le réseau
Établie en surface, la station Bétera du métro de Valence est située sur la ligne 1, dont elle constitue le terminus nord, avant Horta Vella.

## Histoire

### Station du métro
La station ouvre au public le 8 octobre 1988, à l'occasion de la mise en service du réseau,.